# Накамура Айко
Aiko Nakamura (яп. 中村藍子, Накамура Айко) (нар. 28 грудня 1983) — колишня японська професійна тенісистка.
Здобула чотири одиночні та три парні титули туру ITF.
Найвищу одиночну позицію рейтингу WTA — 47 місце досягнула 6 серпня 2007, парну — 64 місце — 3 березня 2008 року.
Завершила кар'єру 2012 року.

## Фінали турнірів WTA

### Одиночний розряд: 1 (0-1)
| Перемога — Легенда (до/після 2010)           |
| -------------------------------------------- |
| Турніри Великого шолома (0–0)                |
| Турніри WTA Tour (0–0)                       |
| Tier I / Premier Mandatory & Premier 5 (0–0) |
| Tier II / Premier (0–0)                      |
| Tier III, IV & V / International (0–1)       |

| Результат | Ранг | Дата         | Турнір                     | Покриття | Опонент        | Рахунок       |
| --------- | ---- | ------------ | -------------------------- | -------- | -------------- | ------------- |
| Поразка   | 1.   | жовтень 2006 | Japan Open (теніс), Японія | Тверде   | Маріон Бартолі | 6–2, 2–6, 2–6 |

### Парний розряд: 1 (0–1)
| Перемога — Легенда (до/після 2010)           |
| -------------------------------------------- |
| Турніри Великого шолома (0–0)                |
| Турніри WTA Tour (0–0)                       |
| Tier I / Premier Mandatory & Premier 5 (0–0) |
| Tier II / Premier (0–0)                      |
| Tier III, IV & V / International (0–1)       |

| Результат | Ранг | Дата          | Турнір                     | Покриття | Партнер     | Опоненти                      | Рахунок          |
| --------- | ---- | ------------- | -------------------------- | -------- | ----------- | ----------------------------- | ---------------- |
| Поразка   | 1.   | вересень 2008 | Japan Open (теніс), Японія | Тверде   | Моріта Аюмі | Джилл Крейбас Марина Еракович | 6–4, 5–7, [6–10] |

## Фінали ITF

### Одиночний розряд 10 (4–6)
| Турніри $100,000 |
| Турніри $75,000  |
| Турніри $50,000  |
| Турніри $25,000  |
| Турніри $10,000  |

| Результат | Ранг | Дата              | Турнір                   | Покриття | Опонент in the final | Рахунок            |
| Поразка   | 1.   | 21 квітня 2002    | Префектура Ґумма, Японія | Килим    | Марія Шарапова       | 4–6, 1–6           |
| Поразка   | 2.   | 21 липня 2002     | Балтимор, США            | Тверде   | Tory Zawacki         | 4–6, 5–7           |
| Поразка   | 3.   | 20 жовтня 2002    | Повіт Хайбара, Японія    | Килим    | Асагое Сінобу        | 4–6, 5–7           |
| Поразка   | 4.   | 27 жовтня 2002    | Токіо, Японія            | Тверде   | Іноуе Харука         | 2–6, 2–6           |
| Поразка   | 5.   | 23 листопада 2003 | Nuriootpa, Австралія     | Тверде   | Джессіка Ленгофф     | 6–7(2–7), 6–7(2–7) |
| Перемога  | 6.   | 8 серпня 2004     | Луїсвілл (Кентуккі), США | Тверде   | Вільмаріє Кастельві  | 6–4, 6–2           |
| Перемога  | 7.   | 24 жовтня 2004    | Повіт Хайбара, Японія    | Килим    | Йосіда Юка           | 6–1, 6–4           |
| Поразка   | 8.   | 7 травня 2006     | Префектура Ґіфу, Японія  | Килим    | Такао Еріка          | 1–6, 7–5, 1–6      |
| Перемога  | 9.   | 3 травня 2009     | Префектура Ґіфу, Японія  | Килим    | Йонемура Томоко      | 6–1, 6–4           |
| Перемога  | 10.  | 29 серпня 2011    | Цукуба (Ібаракі), Японія | Тверде   | Чжань Цзіньвей       | 6–3, 2–6, 6–3      |

### Парний розряд 6 (3–3)
| Турніри $100,000 |
| Турніри $75,000  |
| Турніри $50,000  |
| Турніри $25,000  |
| Турніри $10,000  |

| Результат | Ранг | Дата           | Турнір                   | Покриття | Партнер         | Опоненти in the final                  | Рахунок       |
| Перемога  | 1.   | 28 липня 2002  | Евансвіл, США            | Тверде   | Kim Jin-hee     | Гебріелл Бейкер Дінна Робертс          | 6–4, 6–0      |
| Поразка   | 2.   | 18 травня 2003 | Наґано, Японія           | Трава    | Арай Макі       | Tomoko Taira Йонемура Томоко           | 3–6, 1–6      |
| Поразка   | 3.   | 25 травня 2003 | Префектура Ґумма, Японія | Трава    | Арай Макі       | Їдзіма Куміко Сучанун Віратпрасерт     | 6–4, 5–7, 4–6 |
| Перемога  | 4.   | 18 квітня 2004 | Хошимін, В'єтнам         | Тверде   | Фудзівара Ріка  | Олена Антипіна Гульнара Фаттахетдінова | 6–3, 6–3      |
| Перемога  | 5.   | 3 травня 2009  | Префектура Ґіфу, Японія  | Килим    | Софі Фергюсон   | Дой Місакі Нара Курумі                 | 6–2, 6–1      |
| Поразка   | 6.   | 2 травня 2011  | Фукуока, Японія          | Килим    | Намігата Дзюнрі | Аояма Сюко Фудзівара Ріка              | 6–7(3–7), 0–6 |